# Episodi di Nazo no kanojo X
Questa è la lista degli episodi di Nazo no kanojo X, serie televisiva anime realizzata da Hoods Entertainment come adattamento dell'omonimo manga di Riichi Ueshiba. La serie è andata in onda in Giappone dal 7 aprile al 30 giugno 2012, inoltre il 23 agosto successivo è stato pubblicato un OAV.

## Lista episodi
| Nº  | Titolo italiano (traduzione letterale) Giapponese 「Kanji」 - Rōmaji | In onda        | In onda |
| Nº  | Titolo italiano (traduzione letterale) Giapponese 「Kanji」 - Rōmaji | Giapponese     |         |
| 1   | Misteriosa fidanzata 「謎の彼女」 - Nazo no kanojo | 7 aprile 2012  |         |
| 1   | La nuova studentessa trasferita Mikoto Urabe è senz'altro un tipo eccentrico: rifiuta di socializzare con le compagne di classe e approfitta delle pause fra una lezione e l'altra per schiacciare un pisolino. Attira tuttavia l'attenzione del vicino di banco Akira Tsubaki, incuriosito dal comportamento palesemente anticonvenzionale della ragazza. Un pomeriggio, verso l'orario di chiusura della scuola, Akira si azzarda ad assaggiare la saliva che Mikoto ha depositato inavvertitamente sul banco dopo uno dei suoi abituali sonnellini. Le conseguenze non tardano a manifestarsi: Akira si ammala e, nonostante le premurose cure della sorella Yōko, non riesce a rimettersi in sesto. Mikoto, allarmata per la prolungata assenza di Akira da scuola, lo va a trovare spiegandogli che ha sviluppato una sorta di dipendenza dalla sua saliva. Di fronte a un Akira piuttosto incredulo, Mikoto si mette un dito in bocca e lo porge al ragazzo, in modo che lui possa assaggiare di nuovo la saliva di lei. Akira accoglie l'invito e, in effetti, la febbre sembra miracolosamente scomparire. Tra Mikoto e Akira si crea pertanto una routine basata sullo scambio di saliva dopo le lezioni, sulla via del ritorno a casa. Ben presto, Akira si scopre innamorato di Mikoto, ma quando finisce per dichiararle i propri sentimenti, la ragazza replica che, prima di ricambiarli, vorrebbe ricevere una dimostrazione d'amore sufficientemente originale. Il ragazzo allora le porge la foto di Aika Hayakawa (una sua cotta dei tempi delle medie) e la fa a pezzi sotto gli occhi di lei. Colpita dal gesto, Mikoto accetta di diventare la fidanzata di Akira. |                |         |
| 2   | Misterioso legame 「謎の絆」 - Nazo no kizuna | 14 aprile 2012 |         |
| 2   | È passato ormai un mese, ma la relazione tra Akira e Mikoto, scambi di saliva a parte, non sembra aver fatto grandi passi avanti. Akira decide quindi di chiedere consiglio all'amico Kōhei, senza però rivelargli di avere realmente una ragazza. Secondo Kōhei due fidanzati dovrebbero, in primo luogo, tenersi per mano; tuttavia, quando Akira tenta, mentre passeggia con Mikoto, di afferrare la mano della ragazza, quest'ultima si ritrae. Akira si rivolge di nuovo a Kōhei, e l'amico gli spiega che in una coppia è naturale parlare di hobby, passioni e interessi comuni. Akira mette in pratica il consiglio, e Mikoto gli offre allora un saggio della sua destrezza nell'utilizzare le forbici che tiene infilate nelle mutandine, come se fosse una sorta di arte marziale. Quando però Akira torna all'attacco proponendole di andare al cinema insieme la domenica successiva, e lei rifiuta, il ragazzo si abbandona allo sconforto. Mikoto lo rincuora, assicurandogli che anche loro due sono una coppia a tutti gli effetti, perché condividono un legame particolare, dato dalla saliva. Per dimostrarglielo, lo conduce in un luogo isolato, imponendogli di mantenere gli occhi chiusi; quindi si spoglia e fa assaggiare ad Akira la sua saliva mentre è completamente nuda. Il ragazzo, pur ignorando cosa stia accadendo intorno a lui, subisce una forte eccitazione. Quella notte, inoltre, Akira sogna di fare l'amore con Mikoto e, la mattina dopo, la fidanzata arriva a scoprire il contenuto del sogno, semplicemente assaggiando la saliva del ragazzo. |                |         |
| 3   | Misteriosa provetta 「謎の試験管」 - Nazo no shikenkan | 21 aprile 2012 |         |
| 3   | Akira sorprende casualmente Kōhei mentre sta baciando sulle labbra una compagna di classe, Ayuko Oka. Kōhei spiega che lui e Ayuko stanno insieme dall'anno prima, ma hanno preferito mantenere segreta la loro relazione. Quando però Akira narra l'accaduto a Mikoto, confessandole che anche a lui piacerebbe baciare la sua ragazza, in tutta risposta lei gli porge una provetta contenente la propria saliva, invitandolo ad ingerirla la sera stessa, prima di andare a dormire. Akira fa quanto gli è stato detto e, quella notte, sogna di trovarsi insieme a Mikoto. Nel sogno, la ragazza sta succhiando una caramella. Dopo aver chiesto ad Akira se ne vuole una anche lui, lo bacia all'improvviso passandogli la caramella direttamente da bocca a bocca. Riavutosi dallo stupore, Akira rimane abbastanza perplesso e deluso: si è trattato, infatti, di un bacio del tutto privo di romanticismo. Il giorno dopo, Mikoto propone davvero ad Akira di baciarla ma il ragazzo, ripensando al sogno della notte prima, giunge alla conclusione che è meglio aspettare finché ciascuno dei due non avrà compreso fino in fondo i sentimenti dell'altro, e Mikoto si trova pienamente d'accordo. Nel frattempo, si fa avanti un nuovo pretendente: Ogata, un ragazzo di bell'aspetto, molto popolare tra le compagne di scuola. Quando Ogata si dichiara a Mikoto, lei gli replica che ci deve pensare. Akira si tormenta chiedendosi perché la ragazza non abbia semplicemente respinto su due piedi il corteggiatore, e passa una notte insonne. L'indomani, Mikoto si apparta con Ogata e gli fa assaggiare la sua saliva, ma lui non sembra provare alcuna reazione particolare. Invece, quando offre ad Akira la sua dose quotidiana, il ragazzo si eccita visibilmente. Mikoto gli spiega allora che per tutto il giorno è andata in giro senza indossare le mutandine sotto la gonna, ma Ogata (al contrario del fidanzato) non ha percepito nulla di diverso dal solito, e per questo lo ha respinto. Ciò riconferma l'esistenza di un legame speciale che unisce Akira e Mikoto. |                |         |
| 4   | Misterioso girl-meets-girl'' 「謎のガール・ミーツ・ガール」 - Nazo no gāru mītsu gāru | 28 aprile 2012 |         |
| 4   | Ayuko si mette di punto in bianco a consumare il suo pranzo accanto a Mikoto, destando lo stupore di Kōhei, Akira e del resto della classe. In realtà, Ayuko ha intravisto da lontano Akira e Mikoto durante il consuetudinario scambio di saliva, ed è rimasta colpita dalla singolare personalità della ragazza, perciò vorrebbe approfondirne la conoscenza. Quando, nel corso di una lezione di educazione fisica, Mikoto si sbuccia un ginocchio, Ayuko l'accompagna in infermeria e le propone di diventare sua amica. Mikoto però rifiuta, sostenendo di non aver bisogno di amici. Tuttavia, quando le due ragazze bevono dalla stessa bottiglietta d'acqua, anche Ayuko si ritrova con un'escoriazione al ginocchio, a riprova del fatto che anche lei è connessa in qualche misura a Mikoto attraverso la saliva: eppure, nonostante la scoperta, quest'ultima si mantiene piuttosto fredda e distaccata nei suoi confronti. Ayuko però non demorde e, alla fine, riesce a persuadere Mikoto a condividere insieme lo squisito pranzetto che ha preparato per entrambe. Akira e Kōhei, vedendo le rispettive fidanzate andare così d'accordo, come due buone amiche, restano a bocca aperta per la nascita di questo inaspettato sodalizio. |                |         |
| 5   | Misterioso first date'' 「謎のファーストデート」 - Nazo no fāsuto dēto | 5 maggio 2012  |         |
| 5   | Nell'ora di educazione fisica, la componente femminile della classe si allena nuotando nella piscina scolastica. I ragazzi si ingegnano allora per spiare le compagne in costume da bagno: ci riescono tutti, meno Akira. Desideroso di vedere la fidanzata in deshabillé, Akira propone a Mikoto di passare una giornata al mare insieme, durante le imminenti vacanze estive. La ragazza accetta con piacere, ma quando finalmente arriva il giorno fatidico, Mikoto si presenta all'appuntamento in stazione già abbronzata, perché ha trascorso la settimana precedente in visita da suo padre, in una località costiera. I due arrivano in treno a una spiaggia vicina e Mikoto si rivela un'ottima nuotatrice, fin troppo veloce rispetto al fidanzato. Akira nel frattempo nota che Mikoto non sembra intenzionata a togliersi il pareo, neppure quando è in acqua. Mikoto allora solleva il pareo davanti a un Akira imbarazzato e scioglie il piccolo mistero: le è rimasto impresso sul corpo il segno delle forbici che portava con sé il giorno prima, infilate nelle mutandine del bikini. Durante il viaggio di ritorno, Mikoto chiede ad Akira se ha voglia di rivedere il segno delle forbici. In seguito alla risposta affermativa del ragazzo, Mikoto replica sorridendo che glielo mostrerà senz'altro quando andranno di nuovo al mare, l'anno dopo. |                |         |
| 6   | Misterioso step-up'' 「謎のステップ・アップ」 - Nazo no suteppu appu | 12 maggio 2012 |         |
| 6   | Akira e Ayuko si incontrano per caso in città e si fermano a prendere un gelato insieme. Parlando con Ayuko, Akira scopre che lei e Kōhei ogni tanto si chiamano per nome, mentre lui e Mikoto si rivolgono sempre l'uno all'altra impiegando i cognomi. Il giorno dopo, a scuola, Ayuko racconta a Mikoto della conversazione scambiata con Akira e le infila un dito in bocca all'improvviso. Dopo aver assaggiato la saliva dell'amica, ed essere arrossita, Ayuko conclude che Mikoto stia fantasticando sulla possibilità di essere chiamata per nome dal fidanzato. All'uscita da scuola, Akira e Mikoto si concedono una sosta nel parco. Il ragazzo va a comprare delle bibite per entrambi, ma al ritorno trova la fidanzata addormentata sulla panchina. Tenta perciò di svegliarla, chiamandola "Mikoto": lei si desta sorridendo, e Akira prova di nuovo a chiamarla per nome, ma poi si blocca per l'imbarazzo. Quella notte, Akira sogna di scattare una foto alla fidanzata, che gli appare radiosa e sorridente. Quando però, l'indomani, Akira cerca di trasformare il sogno in realtà, Mikoto offre all'obiettivo il suo solito volto inespressivo, con lo sguardo coperto dal ciuffo di capelli che le ricade sugli occhi. Akira le chiede allora di sorridere, ma Mikoto gli oppone un fermo rifiuto, perché trova assurdo fingere un sorriso per una fotografia. Un giorno, poi, mentre Akira sta aspettando Mikoto a un appuntamento, compare casualmente Aika, la ragazza di cui era innamorato ai tempi delle medie. Aika sembra entusiasta dell'incontro inaspettato, e propone ad Akira un caffè insieme, ma il ragazzo declina l'invito, e i due si salutano. Subito dopo, Akira si imbatte in Mikoto, che ha assistito di nascosto a tutta la scena. Akira è piuttosto nervoso e domanda alla fidanzata se si sarebbe arrabbiata, nel caso in cui fosse uscito con Aika. In tutta risposta, Mikoto gli porge l'indice della mano destra intinto nella saliva; Akira lo succhia e si mette a piangere, scoprendo così quale sarebbe stata la vera reazione di Mikoto. Akira rassicura la ragazza, spiegandole che ora è innamorato di lei, e niente cambierà questo fatto. Mikoto allora sorride, e Akira pensa di approfittarne per immortalare il momento, ma quando scatta la fotografia l'espressione di Mikoto si muta all'improvviso in una smorfia. Akira decide di conservare lo stesso la foto nel suo portafoglio, perché rappresenta il suo tesoro più prezioso. |                |         |
| 7   | Misteriosa influenza 「謎の流行風邪」 - Nazo no hayarikaze | 19 maggio 2012 |         |
| 7   | Mikoto realizza un ottimo tempo nella corsa, e perciò le viene chiesto di unirsi al club di atletica leggera, ma lei rifiuta: diversamente, infatti, non potrebbe tornare a casa insieme ad Akira dopo le lezioni. Tuttavia, acconsente a partecipare alla staffetta organizzata per la giornata dello sport. Nel frattempo Akira si ammala, assentandosi così da scuola. Durante una pausa tra gli allenamenti, Ayuko racconta a Mikoto che anche Kōhei di recente si è ammalato. Lei però ha trovato un sistema infallibile per assicurargli una pronta guarigione: dietro suggerimento del fidanzato, gli si è spogliata sotto agli occhi, mostrandosi in costume da bagno. Prendendo spunto da questo aneddoto, Mikoto si reca in visita da Akira, e dopo lo scambio di saliva il ragazzo si sente subito meglio. Questo perché Mikoto, all'insaputa di Akira, sotto il cappotto indossa soltanto un bikini. Il giorno dopo, Akira e Ayuko assistono alla strepitosa performance con la quale Mikoto riesce a consegnare alla sua squadra la vittoria nella staffetta. Mentre rientrano a casa, Akira spiega alla ragazza che dovrebbe valutare la proposta del club di atletica, perché è davvero dotata per la corsa. Nonostante Akira assicuri a Mikoto che per lui non ci sono problemi, lo scambio di saliva rivela che in realtà desidererebbe che la fidanzata rifiutasse. Ma Mikoto ha già preso la sua decisione: non entrerà a far parte del team, perché trova molto più divertente trascorrere il proprio tempo con Akira. |                |         |
| 8   | Misteriosa sensazione 「謎の感覚」 - Nazo no kankaku | 26 maggio 2012 |         |
| 8   | In una domenica mattina autunnale, Akira sogna una Mikoto provocante che lo invita a toccarle il seno. Dopo un attimo di esitazione, Akira appoggia la sua mano sul petto della fidanzata, ma si sveglia proprio in quell'istante. Profondamente turbato dal sogno, il ragazzo decide di uscire per una passeggiata, in modo da svagarsi e non rimanere ossessionato dall'immagine dei seni di Mikoto. I suoi passi però lo conducono casualmente sotto casa della ragazza, mentre quest'ultima sta rientrando. I due si incontrano, e Mikoto propone al fidanzato di prendere una tazza di tè da lei. In casa non c'è nessuno e Akira, al pensiero di trovarsi da solo con la ragazza, si irrigidisce. Nel frattempo, fuori scoppia un violento temporale. Nella stanza si fa scuro, ma quando Mikoto si alza per accendere la luce, cade precipitando addosso ad Akira, che la afferra cingendole la vita con un braccio. Il momento è cruciale: Akira non resiste alla tentazione, e cerca di tastare il petto a Mikoto, ma lei si libera dalla stretta, puntandogli contro le forbici con aria minacciosa. Nel tentativo di giustificare le proprie azioni, Akira racconta a Mikoto del sogno. Quest'ultima si dimostra piuttosto comprensiva, e offre davvero al ragazzo la possibilità di toccarle il seno, ma lui dovrà decidersi prima che lei abbia terminato di contare fino a tre, o altrimenti perderà la sua occasione. Akira rimane in forse per un paio di secondi, e infine si avventa su Mikoto, ribaltandola sul pavimento. La ragazza, spaventata, cerca di divincolarsi, ma Akira la tiene saldamente bloccata a terra, e le lecca delicatamente l'orecchio sinistro. Mikoto ormai non oppone più resistenza, ma quando Akira scorge le lacrime sul volto della fidanzata, prova un'immensa vergogna per il suo comportamento. Confuso e mortificato, il ragazzo si rialza e prende commiato da Mikoto, ancora sdraiata sul pavimento, scusandosi con lei per quanto è accaduto. Il giorno dopo, a scuola, Akira è tormentato dal rimorso, mentre Mikoto si chiarisce le idee parlando con Ayuko. Dopo le lezioni, il ragazzo si inginocchia di fronte alla fidanzata implorando il suo perdono, ma lei gli assicura di non essere arrabbiata, e gli porge come al solito l'indice intinto nella saliva. Tuttavia, Akira non intende ragioni ed esige di espiare le sue colpe a tutti i costi, perciò chiede a Mikoto di colpirlo con uno schiaffo. La ragazza lo accontenta e, dopo avergli tirato un ceffone, lo invita a toccarle l'orecchio incriminato, mostrando ad Akira come ciò le procuri una lacrimazione immediata. L'ipotesi di Ayuko si è dunque rivelata esatta: la relazione con Akira ha cambiato il corpo di Mikoto, ma questa sensazione per lei non è affatto spiacevole. |                |         |
| 9   | Misterioso in un certo senso, qualcosa del genere...'' 「謎の「なんだかちょっと」」 - Nazo no "nandaka chotto" | 2 giugno 2012  |         |
| 9   | Mikoto si presenta a scuola con i capelli arruffati. Ayuko si offre di sistemarglieli ed elabora per lei una nuova acconciatura che le scopre il viso (e, soprattutto, gli occhi). Mikoto non sembra molto convinta del nuovo look, ma si rimette comunque al parere dell'amica. In classe, la nuova pettinatura di Mikoto riscuote ampi consensi, e i ragazzi la guardano con maggiore interesse, suscitando la gelosia di Akira. Quest'ultimo, sulla via del ritorno a casa, dichiara alla fidanzata di preferirla com'era prima: Mikoto lo invita pertanto a metterle le mani nei capelli e a scompigliarglieli, strofinandole vigorosamente il capo finché non sarà tornata allo stato originario. L'esperienza si rivela per entrambi in un certo qual modo eccitante. Il giorno seguente, Ayuko propone di nuovo a Mikoto di sistemarle i capelli, ma lei si oppone e Ayuko intuisce subito che il rifiuto dell'amica è dovuto alla possessività di Akira. Mikoto nega tutto, ma Ayuko le infila un dito in bocca e le assaggia la saliva, giungendo così a convincersi che il giorno prima tra i due sia successo qualcosa di elettrizzante. Mikoto ammette che Ayuko ha ragione, e quando quest'ultima le domanda, nel particolare, che cosa sia accaduto, per tutta risposta Mikoto le friziona energicamente la testa, in modo da arruffarle la capigliatura. Più tardi, dopo essersi fatta scompigliare ancora i capelli (questa volta, da Kōhei) Ayuko comprende alla perfezione il punto di vista dell'amica. Intanto, un compagno di classe ha scattato di nascosto delle foto di Mikoto con il viso scoperto e le sta offrendo in vendita agli altri ragazzi a trecento yen l'una. Akira è indignato, ma non può reagire perché altrimenti metterebbe a repentaglio il suo segreto (non ha mai confessato a nessuno, in effetti, di essersi fidanzato). Quando qualcuno nel gruppo osserva che Mikoto, in una delle foto, somiglia molto a Momoka Imai, Akira chiede a Kōhei delucidazioni, e l'amico gli spiega che si tratta di una idol molto famosa. Akira si reca quindi in una libreria e compra un book fotografico di Momoka, ma viene sorpreso nel negozio da Kōhei, il quale racconta in un secondo momento l'aneddoto ad Ayuko, che riferisce poi il tutto a Mikoto. Durante il solito scambio di saliva, Mikoto domanda conferma dell'acquisto al fidanzato e Akira, sia pure con qualche esitazione, ammette il fatto. Mikoto allora, prima di prendere commiato dal ragazzo, gli chiede di mostrarle l'album, per poi ridurlo a brandelli con le forbici in pochi istanti. Rimasto da solo, ancora impietrito dallo spavento, Akira conclude che anche Mikoto è più possessiva di quanto non possa sembrare.                                                                         |                |         |
| 10  | Misteriosa avventura 「謎のアバンチュール」 - Nazo no abanchūru | 9 giugno 2012  |         |
| 10  | Akira si imbatte di nuovo in Aika, ed entrambi si lasciano trasportare dai ricordi di quando erano compagni di classe alle medie. La ragazza confessa ad Akira di aver sempre saputo della sua cotta per lei e di sentirsi molto triste perché è stata appena lasciata dall'ex-fidanzato. Akira si intenerisce e tenta di risollevarle il morale, ma quando Aika gli propone di rivedersi ancora, il ragazzo pone come condizione imprescindibile di poterle assaggiare la saliva. Aika non solleva obiezioni ma, una volta giunti al dunque, Akira si tira improvvisamente indietro. La ragazza intuisce perciò la presenza di una fidanzata; messo alle strette, Akira vuota il sacco, rivelandole il nome della sua amata. Dopo che i due si sono salutati, Aika comincia ad attuare un piano. Per prima cosa, rintraccia Mikoto e la invita al festival culturale organizzato dalla sua scuola per la domenica successiva, precisando che parteciperà anche Akira. Poi, la sera stessa, dopo essersi procurata un finto livido sul volto, si presenta sotto casa di Akira raccontandogli di essere stata picchiata dal suo ex. Il ragazzo è indignato, e Aika riesce senza troppa difficoltà a strappargli la promessa di accompagnarla al festival culturale, dove lui fingerà di essere il suo nuovo fidanzato per proteggerla dall'ex manesco. Quando, la domenica seguente, Akira incontra Aika davanti all'istituto da lei frequentato, rimane sconvolto: la ragazza indossa l'uniforme che portava ai tempi delle medie, e si è addirittura messa una parrucca per avere i capelli lunghi come allora. Il cuore di Akira comincia a battere più forte… |                |         |
| 11  | Misterioso festival culturale 「謎の文化祭」 - Nazo no bunkasai | 16 giugno 2012 |         |
| 11  | Incuriosita da un opuscolo pubblicitario, anche Ayuko (insieme a Kōhei) partecipa come visitatrice al festival culturale organizzato dalla scuola di Aika. La coppia entra in un'aula adibita a maid café dove Ayuko prova per divertimento un costume da cameriera. D'un tratto, la ragazza nota Akira in compagnia di una sconosciuta, e decide di pedinarlo. Aika, nel frattempo, conduce Akira in un'aula deserta e semibuia, con l'evidente intento di procurargli un ritorno di fiamma. Il tentativo di seduzione di Aika culmina nella richiesta che Akira, prima di respingerla a priori, assaggi la sua saliva in modo da stabilire, a ragion veduta, se preferisce davvero stare con Mikoto piuttosto che con lei. Ciò detto, Aika porge al ragazzo l'indice ricoperto di saliva, e Akira sembra sul punto di cedere. Quando Ayuko – che ha visto tutto di nascosto, ancora travestita da cameriera – pensa sia arrivato ormai il momento di intervenire, viene fermata da un misterioso individuo celato all'interno di un costume da robot. Si tratta di Mikoto, che irrompe in scena lanciando una controproposta: Akira, bendato, dovrà assaggiare la saliva di entrambe le rivali, dimostrando di essere in grado di distinguerle con esattezza. Tutti si dicono d'accordo, e l'esperimento ha inizio. Tocca per prima a Mikoto, e il naso di Akira si mette a sanguinare copiosamente. Il ragazzo capisce di conseguenza che la fidanzata, sotto il costume da robot, non indossa nulla. Mikoto allora prende le forbici e riduce in mille pezzi il suo travestimento, rimanendo nuda nella penombra della stanza. Per la par condicio, anche Aika si spoglia completamente davanti a un Akira ancora bendato, ma quando giunge il suo turno una lacrima le riga il volto, e la ragazza ha un attimo di esitazione. Mikoto osserva che la reazione emotiva della rivale contraddice i sentimenti che quest'ultima sostiene di provare: secondo Akira, ciò è probabilmente dovuto al fatto che Aika è stata appena piantata dall'ex-fidanzato, e quindi ha il cuore confuso. Mikoto rassicura Aika predicendole, dopo averle assaggiato la saliva, che un giorno troverà anche lei qualcuno con cui condividere un legame altrettanto forte. In quel mentre, Ayuko si fa avanti puntualizzando che la benda sugli occhi di Akira nel frattempo si è allentata ed è caduta a terra, liberandogli la visuale. Mikoto e Aika, in tutta risposta, assestano contemporaneamente un ceffone micidiale ad Akira, che precipita svenuto sul pavimento. |                |         |
| 12  | Misterioso abbraccio 「謎の「ぎゅっ」」 - Nazo no "gyu" | 23 giugno 2012 |         |
| 13  | Misteriosi fidanzata e fidanzato 「謎の彼女と彼氏」 - Nazo no kanojo to kareshi | 30 giugno 2012 |         |
| OAV | Misterioso festival estivo 「謎の夏祭り」 - Nazo no natsu matsuri | 23 agosto 2012 |         |